# Wilier Triestina-Southeast/Saison 2016
Diese Liste beschreibt die Mannschaft und die Erfolge des Radsportteams Wilier Triestina-Southeast in der Saison 2016.

## Saison 2016

### Erfolge in der UCI Europe Tour
| Datum       | Rennen                              | Kat. | Sieger          |
| ----------- | ----------------------------------- | ---- | --------------- |
| 14. Februar | Trofeo Laigueglia                   | 1.HC | Andrea Fedi     |
| 24. März    | 1a. Etappe Settimana Internazionale | 2.1  | Manuel Belletti |
| 26. März    | 3. Etappe Settimana Internazionale  | 2.1  | Jakub Mareczko  |
| 28. April   | 5. Etappe Türkei-Rundfahrt          | 2.HC | Jakub Mareczko  |
| 1. Mai      | 8. Etappe Türkei-Rundfahrt          | 2.HC | Jakub Mareczko  |

### Erfolge in der UCI Asia Tour
| Datum       | Rennen                          | Kat. | Sieger         |
| ----------- | ------------------------------- | ---- | -------------- |
| 29. Februar | 6. Etappe Tour de Langkawi      | 2.HC | Jakub Mareczko |
| 18. Juli    | 2. Etappe Tour of Qinghai Lake  | 2.HC | Jakub Mareczko |
| 28. Juli    | 11. Etappe Tour of Qinghai Lake | 2.HC | Jakub Mareczko |
| 30. Juli    | 13. Etappe Tour of Qinghai Lake | 2.HC | Jakub Mareczko |

| Datum        | Rennen                            | Kat. | Sieger          |
| ------------ | --------------------------------- | ---- | --------------- |
| 22. Oktober  | 1. Etappe Tour of Hainan          | 2.HC | Rafael Andriato |
| 2. November  | Tour of Yancheng Coastal Wetlands | 1.2  | Jakub Mareczko  |
| 6. November  | 1. Etappe Tour of Taihu Lake      | 2.1  | Jakub Mareczko  |
| 7. November  | 2. Etappe Tour of Taihu Lake      | 2.1  | Jakub Mareczko  |
| 11. November | 6. Etappe Tour of Taihu Lake      | 2.1  | Jakub Mareczko  |

### Nationale Straßen-Radsportmeister
| Datum    | Rennen                                      | Fahrer       |
| -------- | ------------------------------------------- | ------------ |
| 24. Juni | Albanische Meisterschaft – Einzelzeitfahren | Eugert Zhupa |
| 26. Juni | Albanische Meisterschaft – Straßenrennen    | Eugert Zhupa |

### Zugänge – Abgänge
| Zugänge            | Team 2015     | Abgänge             | Team 2016                      |
| ------------------ | ------------- | ------------------- | ------------------------------ |
| Cristian Rodriguez | Neoprofi      | Yonathan Monsalve   |                                |
| Filippo Pozzato    | Lampre-Merida | Giorgio Cecchinel   | Androni Giocattoli-Sidermec    |
| Gilbert Ducournau  | Neoprofi      | Mauro Finetto       | Unieuro Wilier                 |
| Enrique Sanz       | Movistar Team | Ramon Carretero     |                                |
| Daniel Martinez    | Colombia      | Simone Ponzi        | CCC Sprandi Polkowice          |
| Mirko Trosino      | Neoprofi      | Rafael Andriato     |                                |
| Julien Amezqueta   | Neoprofi      | Luca Wackermann     | Al Nasr Dubai Pro Cycling Team |
| Matteo Draperi     | Neoprofi      | Elia Favilli        | Meridiana Kamen Team           |
|                    |               | Francesco Gavazzi   | Androni Giocattoli-Sidermec    |
|                    |               | Alessandro Petacchi | Laufbahn beendet               |

### Mannschaft
| Teamkader 2016                                             | Teamkader 2016     | Teamkader 2016 | Teamkader 2016                        |
| Name                                                       | Geburtsdatum       | Land           | Vorheriges Team                       |
| ---------------------------------------------------------- | ------------------ | -------------- | ------------------------------------- |
| Julen Amezqueta                                            | 12. August 1993    | Spanien        | Café Baqué-Conservas Campos (2015)    |
| Rafael Andriato (14. Jul.–31. Dez.)                        | 20. Oktober 1987   | Brasilien      |                                       |
| Manuel Belletti                                            | 14. Oktober 1985   | Italien        | Androni Giocattoli-Venezuela (2014)   |
| Liam Bertazzo                                              | 17. Februar 1992   | Italien        | MG Kvis-Wilier (2014)                 |
| Matteo Busato                                              | 20. Dezember 1987  | Italien        | MG Kvis-Wilier (2014)                 |
| Samuele Conti (1. Jan.–16. Sep.)                           | 14. September 1991 | Italien        |                                       |
| Andrea Dal Col (1. Jan.–24. Jul.)                          | 30. April 1991     | Italien        | Trevigiani Dynamon Bottoli (2013)     |
| Matteo Draperi                                             | 17. Januar 1991    | Italien        | UC Monaco (2015)                      |
| Gilbert Ducournau                                          | 25. September 1992 | Venezuela      |                                       |
| Andrea Fedi                                                | 29. Mai 1991       | Italien        | Ceramica Flaminia-Fondriest (2013)    |
| Giuseppe Fonzi                                             | 2. August 1991     | Italien        | Vini Fantini Nippo (2014)             |
| Tomás Gil                                                  | 23. Mai 1977       | Venezuela      | Androni Giocattoli-Venezuela (2013)   |
| Yonder Godoy (14. Jul.–31. Dez.)                           | 19. April 1993     | Venezuela      | Androni Giocattoli-Sidermec (2015)    |
| Jakub Mareczko                                             | 30. April 1994     | Italien        | Viris Maserati (2014)                 |
| Daniel Felipe Martínez                                     | 25. April 1996     | Kolumbien      | Colombia (2015)                       |
| Filippo Pozzato                                            | 10. September 1981 | Italien        | Lampre-Merida (2015)                  |
| Cristian Rodríguez                                         | 3. März 1995       | Spanien        | Caja Rural-Seguros RGA amateur (2015) |
| Enrique Sanz                                               | 11. September 1989 | Spanien        | Movistar Team (2015)                  |
| Mirko Tedeschi                                             | 5. Januar 1989     | Italien        |                                       |
| Mirko Trosino                                              | 19. Oktober 1992   | Italien        |                                       |
| Eugert Zhupa                                               | 4. April 1990      | Albanien       | Zalf Euromobil Désirée Fior (2014)    |
| Jonathan Cañaveral (1. Aug.–31. Dez., Stagiaire)           | 2. November 1996   | Kolumbien      |                                       |
| Xuban Errazkin (1. Aug.–31. Dez., Stagiaire)               | 25. August 1996    | Spanien        |                                       |
| Cristian Răileanu (1. Aug.–31. Dez., Stagiaire)            | 24. Januar 1993    | Moldau         |                                       |
|                                                            |                    |                |                                       |
| Quellen: ProCyclingStats Cycling Quotient Cycling Archives |                    |                |                                       |